# Alpioniscus dispersus
Alpioniscus dispersus is een pissebed uit de familie Trichoniscidae. De wetenschappelijke naam van de soort is voor het eerst geldig gepubliceerd in 1907 door Racovitza.